# Eupithecia importuna
Eupithecia importuna là một loài bướm đêm trong họ Geometridae.